# Birch Creek
Pour les articles homonymes, voir Birch Creek (homonymie).
Birch Creek est une localité (Census-designated place) d'Alaska aux États-Unis, dans la Région de recensement de Yukon-Koyukuk. Au recensement de 2010 sa population était de 33 habitants.

## Situation - climat
Elle se situe le long de la rivière Birch, à environ 42 km de Fort Yukon.
Les températures extrêmes sont de −57 °C en janvier à 36 °C en juillet.

## Histoire
Les Gwich’ins occupaient une grande partie des Yukon Flats incluant de larges zones des montagnes Crasy et White. Des camps semi-permanents existaient déjà à l'emplacement du village actuel. Ils avaient été observés dès 1862 par un religieux qui visitait un camp destiné à l'approvisionnement en poisson pour la Compagnie de la Baie d'Hudson. Mais les populations ont été décimées par la scarlatine dans les années 1880. Birch Creek Jimmy a fondé Birch Creek, en construisant un établissement de pêche en 1898. Plus tard, d'autres familles le rejoignent, et en 1916, la communauté se déplace 10 km en amont de l'emplacement actuel du village. La construction de l'école, en 1950 était destinée à sédentariser les habitants qui n'y pratiquaient que des activités saisonnières. Une piste d'aérodrome a été construite en 1973, mais l'école a fermé en 1999 par manque d'écoliers.
Les habitants pratiquent actuellement une économie de subsistance, à base de chasse, de pêche et de cueillette.

## Démographie
| 1940 | 1980 | 1990 | 2000 | 2010 | - |
| ---- | ---- | ---- | ---- | ---- | - |
| 32   | 32   | 42   | 28   | 33   | - |

## Référence
- (en) Cet article est partiellement ou en totalité issu de l’article de Wikipédia en anglais intitulé « Birch Creek, Alaska » (voir la liste des auteurs).

1. ↑  « Statistiques des États-Unis - Alaska - Profils des communautés de 2010 » (consulté en novembre 2020)

### Source
- (en) CIS